# Pilar de Katsji
El pilar de Katsji (en georgiano: კაცხის სვეტი) es un monolito natural de piedra caliza ubicado en el pueblo de Katsji en la región georgiana occidental de Imericia, cerca de la ciudad de Chiatura. Tiene aproximadamente 40 metros de altura y alberga en la parte superior una iglesia dedicada a Máximo el Confesor y tres celdas de ermitaño. Domina el pequeño valle del río Katsjura, un afluente del río Kvirila, que es a su vez un afluente del río Rioni.
La roca, con ruinas visibles de una iglesia en su superficie superior que mide c. 150 m², ha sido venerada por los lugareños como el Pilar de la Vida y un símbolo de la Santa Cruz, y se ha rodeado de leyendas. Permaneció sin ser escalada por los investigadores y sin ser inspeccionada hasta 1944, y se estudió de manera más sistemática desde 1999 hasta 2009. Estos estudios determinaron que las ruinas pertenecen a una ermita medieval que data del siglo IX o X. Una inscripción georgiana, paleográficamente datada en el siglo XIII, sugiere que la ermita todavía existía en ese momento. La actividad religiosa asociada con el pilar se reavivó en la década de 1990 y el edificio del monasterio se restauró en el marco de un programa financiado por el estado en 2009.

## Arquitectura
El complejo del pilar de Katsji consiste actualmente en una iglesia dedicada a Máximo el Confesor, una cripta (bóveda funeraria), tres celdas de ermitaño, una bodega de vino y una muralla cortina en la superficie desigual del pilar. En la base del pilar se encuentran la nueva iglesia de Simeón el Estilita y las ruinas de una antigua muralla y un campanario.
La iglesia de San Máximo el Confesor está ubicada en la esquina más al sureste de la superficie superior del pilar de Katsji. Una pequeña y sencilla Iglesia de salón con dimensiones de 4,5 × 3,5 m. es una restauración moderna de la ruinosa iglesia medieval construida de piedra. Debajo y al sur de la iglesia hay una cripta rectangular con dimensiones de 2 × 1 m. que sirvió como bóveda funeraria. Las excavaciones en las ruinas de la bodega revelaron ocho grandes vasijas conocidas en Georgia como tinaja Kvevri.
También es destacable una gruta rectangular con una entrada y dos tragaluces en la superficie vertical de la roca, unos 10 metros por debajo de la superficie superior. En la base del pilar hay una cruz en relieve, mostrando paralelismos con representaciones medievales similares encontradas en otras partes de Georgia, particularmente en Bolnisi.

## Historia

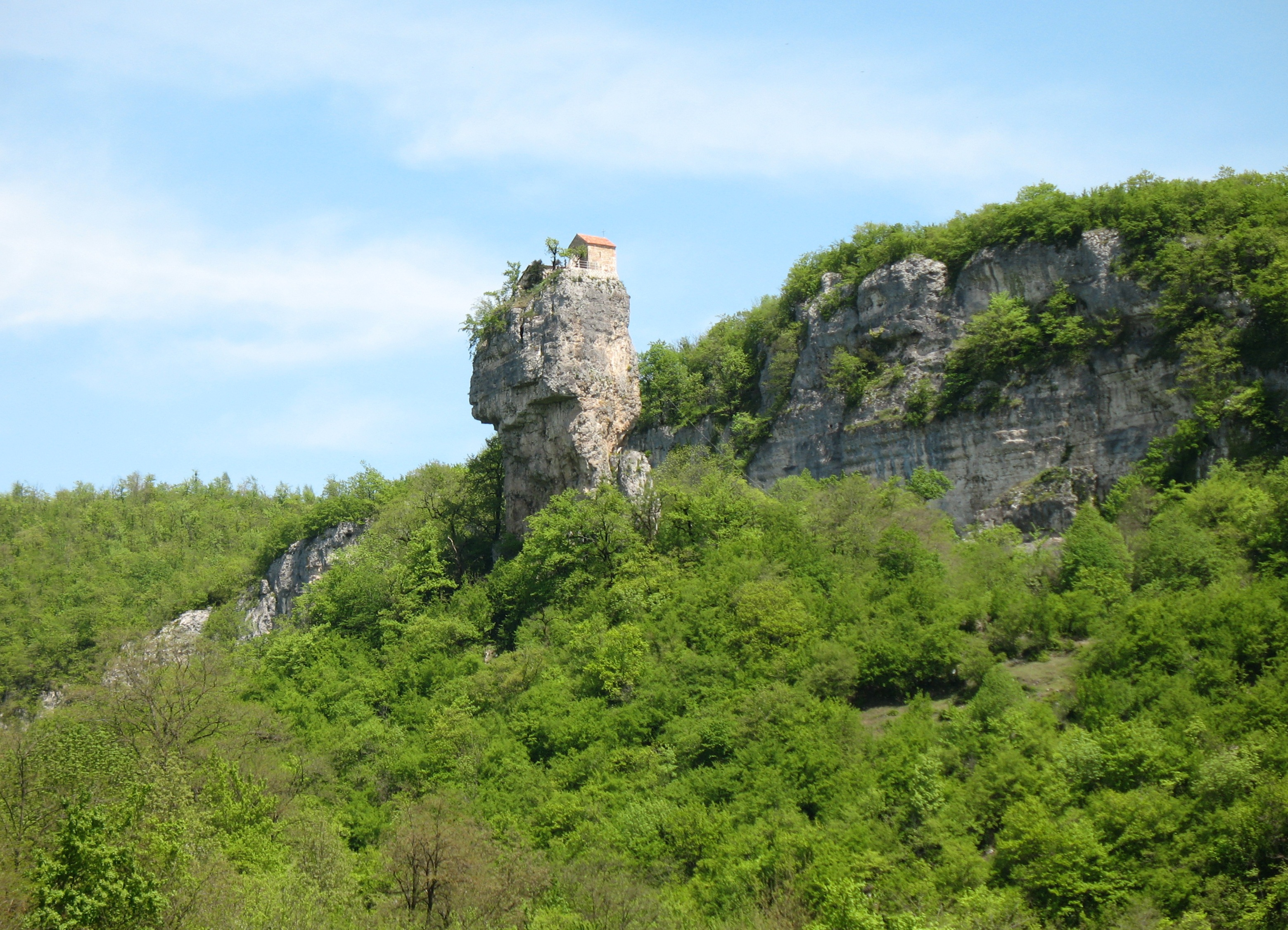
El pilar de Katsji en 2009.

En los registros históricos, el pilar de Katsji es mencionado por primera vez por el erudito georgiano del siglo XVIII, el Príncipe Vajushti, quien informa en su Descripción geográfica del Reino de Georgia que "hay una roca en el barranco que se erige como una columna, considerablemente alta. Hay una pequeña iglesia en la cima de la roca, pero nadie es capaz de ascenderla, ni sabe cómo hacerlo." No sobrevive ningún otro relato escrito de la vida monástica ni sobre ascensos. Varias leyendas locales rodean el pilar; una de ellas dice que la parte superior de la roca estaba conectada por una larga cadena de hierro a la cúpula de la iglesia de Katskhi, ubicada a una distancia de alrededor de 1,5 km del pilar.
En julio de 1944, un grupo liderado por el alpinista Alexander Japaridze y el escritor de novelas históricas Levan Gotua, realizó el primer ascenso documentado del pilar de Katski. Vaktang Tsintsadze, un especialista en arquitectura del grupo, informó en su artículo de 1946 que las ruinas encontradas en la cima de la roca eran restos de dos iglesias, que datan de los siglos V y VI y están asociadas a una práctica estilita, una forma de ascetismo cristiano.
Desde 1999, el pilar de Katski se ha convertido en objeto de una investigación más sistemática. Basándose en estudios adicionales y excavaciones arqueológicas realizadas en 2006, Giorgi Gagoshidze, un historiador del arte del Museo Nacional de Georgia, realizó una nueva datación de las estructuras, indicando que datan de los siglos XI a X. Concluyó que este complejo estaba compuesto por una iglesia de monasterio y celdas para ermitaños. El descubrimiento de los restos de una bodega de vino también socavó la idea del ascetismo extremo realizado en el pilar, aunque bien pudo haber sido de uso exclusivo de la consagración durante la misa.
En 2007, fue encontrada una pequeña placa de piedra caliza con las inscripciones georgianas asomtavruli, datada paleográficamente en el siglo XIII y que revela el nombre de un cierto “Giorgi”, responsable de la construcción de las tres celdas de ermitaño. La inscripción también hace mención al Pilar de la Vida, haciéndose eco de la tradición popular de veneración de la roca como un símbolo de la Santa Cruz.
La actividad religiosa comenzó a revivir en 1995, con la llegada del monje Maxim Qavtaradze, un nativo de Chiatura.
Entre 2005 y 2009, el edificio del monasterio en la parte superior del pilar se restauró con el apoyo de la Agencia Nacional para la Conservación del Patrimonio Cultural de Georgia. La roca fue accesible para los visitantes masculinos a través de una escalera de hierro que se extiende desde su base hasta la parte superior, pero recientemente se ha hecho inaccesible para el público.